# Hans Weinmann

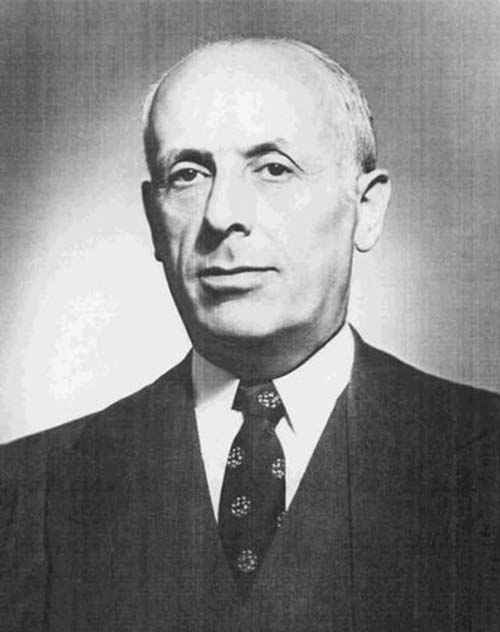
Hans Weinmann (1885–1960)

Hans Weinmann (* 13. Juni 1885 in Aussig, Böhmen; † 9. Juni 1960 in New York, Vereinigte Staaten) war ein tschechoslowakischer Industrieller.

## Leben und Tätigkeit
Weinmann war ein Sohn des Kohlenbergwerkbesitzers Jacob Weinmann (1852–1928). In der Zwischenkriegszeit war er als Besitzer zahlreicher Bergwerke einer der führenden Industriellen in der Tschechoslowakei. In Aussig baute sich die Familie in den Jahren 1929/30 die Villa Weinmann als Wohnsitz. Das Gebäude in der heutigen Straße Winstona Churchilla ist seit 1974 ein Kulturdenkmal.
Infolge der deutschen Besetzung der Tschechoslowakei wurde Weinmann im April 1939 in Prag verhaftet. Im Zuge der Verhandlungen zur Arisierung seines Familienunternehmens Brucher Kohlenwerke wurde sein Pass als Druckmittel von den Behörden beschlagnahmt. Daraufhin floh er mit Hilfe seines bereits ins Ausland emigrierten Bruders ins Vereinigtes Königreich In der Folgezeit dauerten die Verhandlungen zwischen den Weinmann-Brüdern und der Dresdner Bank über die Überführung ihres Unternehmens in deutschen Staatsbesitz an. Die Brucher Kohlenwerke gingen zum 30. Dezember 1940 in der Sudetenländischen Bergbau AG auf.
Von den nationalsozialistischen Polizeiorganen wurde Weinmann nach seiner Flucht als Staatsfeind eingestuft. Im Frühjahr 1940 setzte das Reichssicherheitshauptamt ihn auf die Sonderfahndungsliste G.B., ein Verzeichnis von Personen, die im Falle einer erfolgreichen deutschen Invasion Großbritanniens durch die Sonderkommandos der SS-Einsatzgruppen mit besonderer Priorität ausfindig gemacht und verhaftet werden sollten.
1940 siedelte Weinmann nach Kanada über. 1941 ging er in die Vereinigten Staaten. Dort erwarb er mit zwei Söhnen die Plastik- und Kunstlederfabrik Pantasole Leather Company in New Jersey und die Gummiwaren-Fabrik H.O. Canfield Co. in Bridgeport, Connecticut.

## Familie
Weinmann war seit 1928 mit Stella Parnass verheiratet, mit der er drei Söhne hatte, die  nach Namensänderungen als Charley Wyman, Henry Wyman und Ralphy Wyman bekannt wurden.